# Temperaturanomalien im Jahr 2019
| Monat     | Global   | Europa   |
| --------- | -------- | -------- |
| Januar    | +0,4 °C  | −0,2 °C  |
| Februar   | +0,47 °C | +2,75 °C |
| März      | +0,67 °C | +1,7° °C |
| April     | +0,62 °C | <+1 °C   |
| Mai       | +0,52 °C |          |
| Juni      | +0,54 °C | +2,34 °C |
| Juli      | +0,56 °C | +2,3 °C  |
| August    | +0,53 °C |          |
| September | +0,57 °C | +0,7 °C  |
| Oktober   | +0,69 °C | +1,1 °C  |
| November  | +0,64 °C | +1,5 °C  |
| Dezember  | +0,74 °C | +3,2 °C  |
| 2019      | +0,59 °C | +1,2 °C  |

Die Temperaturanomalien im Jahr 2019 sind Abweichungen von Temperaturmittelwerten für das Jahr 2019. Dieser Artikel umfasst dabei die Anomalien der Monatsmitteltemperaturen. Als Vergleich dient die Normalperiode 1981–2010, die der damalige Referenzzeitraum der Weltorganisation für Meteorologie ist. Die Zahlen beruhen auf Angaben des Copernicus Climate Change Service. Darüber hinaus werden einige weitere regionale, monatliche Temperaturanomalien und in den jeweiligen Monat fallende Hitze- und Kältewellen sowie damit zusammenhängende Wetterphänomene und Temperaturrekorde erwähnt.

## Jahresmitteltemperatur
Nach Angabe des Copernicus Climate Change Service lag die Jahresmitteltemperatur im Jahr 2019 global um 0,59 °C und in Europa um 1,2 °C über dem Durchschnitt der Normalperiode. Das Jahr 2019 liegt global momentan auf Platz 5 der zehn wärmsten Jahre seit 1880 (Stand: 2024).
Die Schweiz verzeichnete laut dem Bundesamt für Meteorologie und Klimatologie (MeteoSchweiz) mit 1,1 °C über der Normalperiode das fünftwärmste Jahr seit Messbeginn 1864. Australien verzeichnete laut dem Bureau of Meteorology (BoM) das bis dahin wärmste Jahr seit Aufzeichnungsbeginn 1910. Die Durchschnittstemperatur lag um 1,52 °C über dem Durchschnitt der Normalperiode 1961–1990.

## Januar
Im Januar 2019 lagen die Temperaturen global etwas über 0,4 °C über der Normalperiode und in Europa um −0,2 °C unterhalb dieser.
In Australien war der Januar 2019 laut dem Bureau of Meteorology der wärmste seit Aufzeichnungsbeginn mit einer Durchschnittstemperatur, die erstmals über 30 °C lag. Die Temperaturen lagen um 2,90 °C über dem Durchschnitt für 1961–1990 und um 0,98 °C über dem Durchschnitt für Januar 2013, der zuvor den Rekord als wärmster Monat Australiens hielt. Es kam zu einer Reihe von ausgeprägten Hitzewellen. Besonders ausgeprägt waren diese in New South Wales, wo die Temperaturen um 5,86 °C über dem Durchschnitt lagen. Im Northern Territory wurde den zweiten Monat in Folge ein neuer Höchstwert für die Monatsdurchschnittstemperatur erreicht.

## Februar
Der Februar 2019 war global um 0,47 °C und in Europa um 2,75 °C wärmer als der Durchschnitt der Normalperiode. In der Schweiz wurde mit einer Monatsmitteltemperatur von 3,0 °C über der Normalperiode einer der zehn mildesten Februarmonate seit Messbeginn 1864 verzeichnet.
In Australien wurde der viertwärmste Februar seit Aufzeichnungsbeginn verzeichnet. Bis auf Queensland fielen die Temperaturen in den meisten Teilen des Landes überdurchschnittlich hoch aus. Insgesamt lagen sie um 1,38 °C über dem Durchschnitt für 1961–1990.

## März
Der März 2019 war global um 0,67 °C und in Europa um 1,7 °C wärmer als der Durchschnitt der Normalperiode.
In Australien und seinen Bundesstaaten bzw. -territorien Western Australia und Northern Territory wurde der wärmste März seit Aufzeichnungsbeginn verzeichnet. Die Temperaturen lagen nach Angabe des Bureau of Meteorology um 2,13 °C über dem Durchschnitt der Jahre 1961–1990. Neue Temperaturhöchstwerte für den Monat und jeweiligen Bundesstaat wurden in Dover (Tasmanien) mit 40,1 °C am 2. März, Roebourne (Western Australia) mit 48,1 °C am 10. März und Yulara (Northern Territory) mit 44,8 °C am 11. März gemessen.

## April
Der April 2019 war global um 0,62 °C und in Europa fast 1 °C wärmer als der Durchschnitt der Normalperiode.
In Australien lagen die Temperaturen laut dem Bureau of Meteorology um 1,35 °C über dem Durchschnitt der Jahre 1961–1990, was dem siebtwärmsten April seit Aufzeichnungsbeginn entsprach. Der Anfang des Monats fiel vor allem in Western Australia warm aus, wo einige Messstationen neue Tages- und Nachttemperaturhöchstwerte für einen Apriltag verzeichneten. Zwischen 19. und 21. März sorgte dagegen eine Kaltfront über dem Südlichen Ozean für eine Kälteperiode im westlichen und südlichen Teil des Bundesstaates, sodass einige Stationen ihre bisher kältesten Tages- und Nachttemperaturwerte für einen Apriltag erreichten.

## Mai
Der Mai 2019 war global um 0,52 °C wärmer als der Durchschnitt der Normalperiode, während die Temperaturen in Europa fast identisch mit dieser ausfielen.
In Australien lagen die Temperaturen laut dem Bureau of Meteorology um 0,65 °C über dem Durchschnitt der Jahre 1961–1990.

## Juni

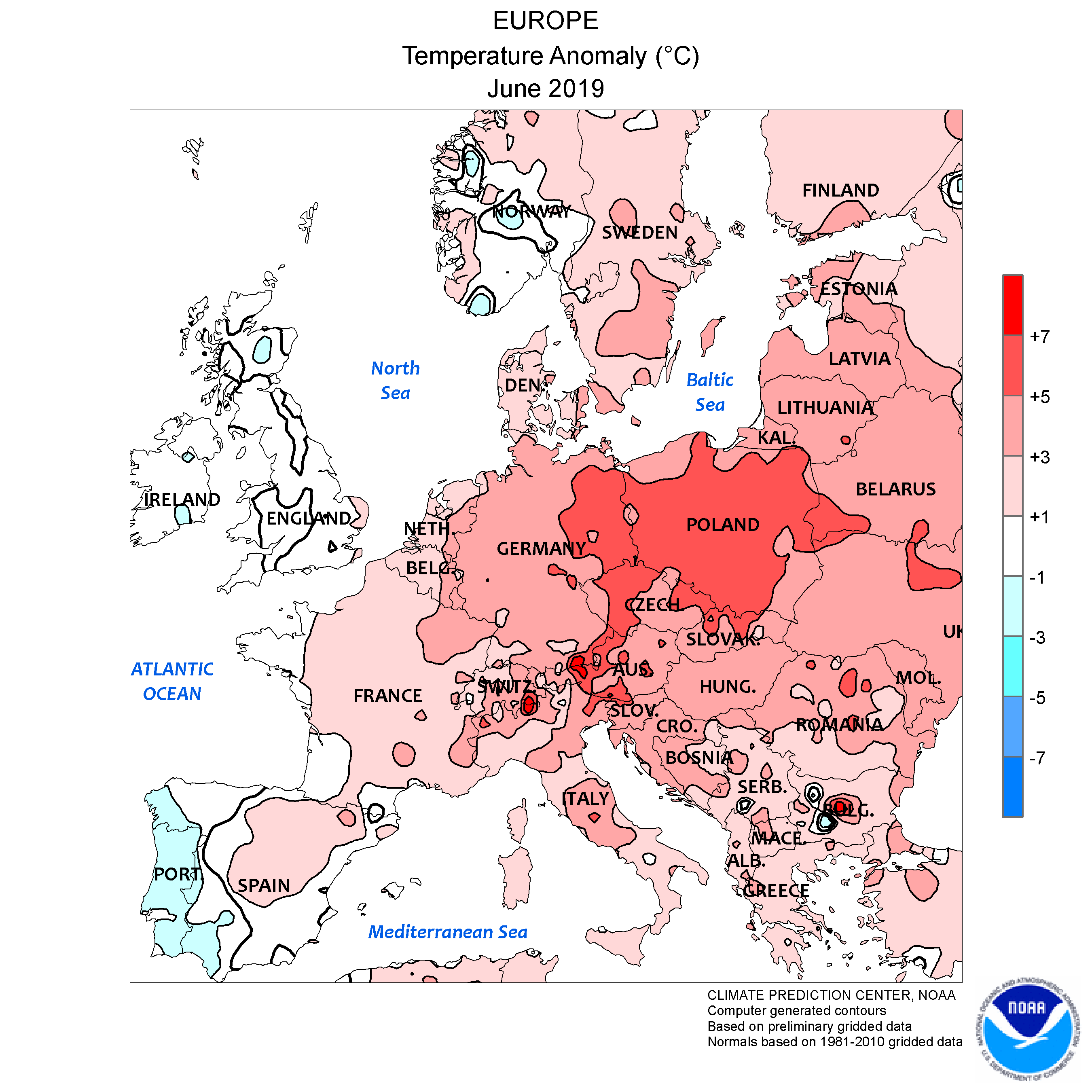
Temperaturanomalien in Europa für Juni 2019 (NOAA)

Der Juni 2019 war global um 0,54 °C und in Europa um 2,34 °C wärmer als der Durchschnitt der Normalperiode.
In Europa kam es Ende Juni zu einer ausgeprägten Hitzewelle. In der Schweiz wurde mit einer Monatsmitteltemperatur von 3,4 °C über der Normalperiode der zweitwärmste Juni seit Messbeginn 1864 verzeichnet.
In Australien lagen die Temperaturen um 0,26 °C knapp über dem Durchschnitt der Jahre 1961–1990. Die ersten Tage des Monats fielen vor allem im Westen des Bundesstaats Western Australia warm aus, wo einige Stationen neue Tageshöchstwerte für Juni verzeichneten. Im Osten des Landes sorgte eine Kaltfront dagegen Anfang des Monats für unterdurchschnittliche Temperaturen inklusive Schneefall. In New South Wales kam es zwischen 11. und 13. Juni zu einer Wärmeperiode, verursacht durch einen Hochdruckrücken und klaren Himmel, sodass mehrere Stationen neue Tageshöchstwerte für Juni verzeichneten.

## Juli
Der Juli 2019 war global um 0,56 °C und in Europa um mehr als 2,3 °C wärmer als der Durchschnitt der Normalperiode. In der Schweiz wurde mit einer Monatsmitteltemperatur von 2 °C über der Normalperiode der sechstwärmste Juli seit Messbeginn 1864 verzeichnet.
Australien verzeichnete laut dem Bureau of Meteorology den viertwärmsten Juli seit Aufzeichnungsbeginn. Die Temperaturen lagen um 1,62 °C über dem Durchschnitt der Jahre 1961–1990.

## August
Der August 2019 war global um 0,53 °C und in Europa um fast 0,9 °C wärmer als der Durchschnitt der Normalperiode. In der Schweiz wurde mit einer Monatsmitteltemperatur von 1,3 °C über der Normalperiode der vierzehntwärmste Juni seit Messbeginn 1864 verzeichnet.
In Australien lagen die Temperaturen um 0,26 °C über dem Durchschnitt von 1961–1990.

## September
Der September 2019 war global um 0,57 °C, in Europa um 0,7 °C und in der Schweiz um 1,1 °C wärmer als der Durchschnitt der Normalperiode.
In Australien lagen die Temperaturen laut dem Bureau of Meteorology um 1,19 °C über dem Durchschnitt der Jahre 1961–1990.

## Oktober
Der Oktober 2019 war global um 0,69 °C und in Europa um 1,1 °C wärmer als der Durchschnitt der Normalperiode. In der Schweiz wurde mit einer Monatsmitteltemperatur von 1,9 °C über der Normalperiode der fünftwärmste Oktober seit Messbeginn 1864 verzeichnet.
Australien verzeichnete den drittwärmsten Oktober seit Aufzeichnungsbeginn. Die Temperaturen lagen nach Angabe des Bureau of Meteorology um 2,17 °C über dem Durchschnitt der Jahre 1961–1990. Im Rekordmonat 2015 waren es 3,03 °C. Mehrere Stationen im Northern Territory verzeichneten Mitte des Monats neue Tageshöchsttemperaturen. Zwischen 24. und 25. Oktober herrschten im Südosten Australiens teils 12 °C über dem Durchschnitt liegende Temperaturen. Ursächlich dafür war ein sich langsam bewegendes Hochdrucksystem östlich von Australien, begleitet von nördlichen Winden vor einer Südaustralien überquerenden Kaltfront.

## November
Der November 2019 war global um 0,64 °C und in Europa um 1,5 °C wärmer als der Durchschnitt der Normalperiode.
Australien verzeichnete den zehntwärmsten November seit Aufzeichnungsbeginn. Die Temperaturen lagen nach Angabe des Bureau of Meteorology um 1,22 °C über dem Durchschnitt der Jahre 1961–1990. Zwischen 16. und 21. November brachte eine Wärmeperiode neue Temperaturhöchstwerte für den Monat in Western Australia, New South Wales, Victoria, Tasmanien und South Australia.

## Dezember
Der Dezember 2019 war global um 0,74 °C und in Europa um 3,2 °C wärmer als der Durchschnitt der Normalperiode.
Australien sowie die Bundesstaaten South Australia und Western Australia verzeichneten jeweils den wärmsten Dezember seit Aufzeichnungsbeginn. Die Temperaturen lagen insgesamt um 3,21 °C über dem Durchschnitt der Jahre 1961–1990. Beim vorherigen Rekordmonat 2018 waren es 2,13 °C.